# Agenţia Spaţială Română
Agenţia Spaţială Română (Rumänska rymdflygstyrelsen; förkortat ROSA) är den rumänska myndigheten ansvarig för rymdfart. Organisationen grundades 1991 och omorganiserades efter den rumänska regeringens beslut den 20 november 1995.